# IPhone 14
De iPhone 14 is een smartphone, ontworpen en op de markt gebracht door Apple. De zestiende generatie iPhone is op 16 september 2022 geïntroduceerd, gelijktijdig met de iPhone 14 Pro en iPhone 14 Pro Max. De iPhone 14 Plus kwam beschikbaar op 7 oktober 2022. Een minimodel werd geschrapt uit het aanbod, ten gunste van een plusmodel.

## Beschrijving
Veel functies van de iPhone 14 bleven gelijk aan die van het voorgaande model. Nieuw is onder meer een alarmdienst die via een satellietverbinding werkt.
De iPhone 14 Pro-modellen hebben een altijd-aan-scherm en de camera bevat een telelens. Ook nieuw is de introductie van het zogeheten "Dynamic Island", ter vervanging van de inkeping bovenaan het scherm. Daarbij zijn de camera's vergroot en hebben een groter diafragma gekregen. Standaard zijn er drie camera's (12 megapixel) op de achterzijde, via de ProRAW-functie kan de camera foto's maken met 48 megapixel. Daarmee krijgen de gemaakte foto's een beeldresolutie van 8064 bij 6048 pixels.
De vier iPhone 14-modellen zijn er in twee verschillende schermformaten, 15,5 cm en 17 cm. De iPhone 14 en 14 Plus zijn verkrijgbaar in de kleuren Product Red, sterrenlicht, middernacht, blauw, paars en geel. De iPhone 14 Pro en 14 Pro Max komen uitsluitend in de kleuren spacezwart, zilver, goud en dieppaars.
De opslagcapaciteit bleef gelijk met 128, 256 of 512 GB, de Pro en Pro Max tot 1 TB. Het werkgeheugen voor alle modellen is 6 GB. Doordat de voor- en achterkant zijn gemaakt van glas, ondersteunt de smartphone draadloos opladen. Daarbij werd de capaciteit van de batterij minimaal verhoogd. De 14 Pro Max heeft de grootste capaciteit met 4323 mAh.
De A15 Bionic-chip voor de iPhone 14 en 14 Plus is identiek aan de iPhone 13. Deze A15-chip werd ook geïntegreerd in de iPhone SE derde generatie. De iPhone 14 Pro en 14 Pro Max modellen werden geleverd met de nieuwere Apple A16 Bionic-chip.
De iPhone 14 Pro en 14 Pro Max bevatten drie camera's aan de achterzijde, een grotere batterij, en een beeldscherm met een vernieuwingsfrequentie van maximaal 120 Hz.
Doordat de onderdelen van de iPhone 14 zijn gekoppeld aan het moederbord, krijgt de gebruiker meldingen wanneer onderdelen zoals het beeldscherm, de batterij of camera zijn vervangen door een reparatiewinkel.

## Specificaties
| Specificaties      | iPhone 14                                                                     | 14 Plus                                                                       | 14 Pro                                                                        | 14 Pro Max                                                                    |
| ------------------ | ----------------------------------------------------------------------------- | ----------------------------------------------------------------------------- | ----------------------------------------------------------------------------- | ----------------------------------------------------------------------------- |
| SoC                | Apple A15 Bionic                                                              | Apple A15 Bionic                                                              | Apple A16 Bionic                                                              | Apple A16 Bionic                                                              |
| Processor          | 3,23 GHz, met 2 performance‑ en 4 efficiency-cores                            | 3,23 GHz, met 2 performance‑ en 4 efficiency-cores                            | 3,46 GHz (2 perf., 4 eff.)                                                    | 3,46 GHz (2 perf., 4 eff.)                                                    |
| Geheugen           | 6 GB                                                                          | 6 GB                                                                          | 6 GB                                                                          | 6 GB                                                                          |
| Opslag             | 128, 256 of 512 GB                                                            | 128, 256 of 512 GB                                                            | 128, 256, 512 GB of 1 TB                                                      | 128, 256, 512 GB of 1 TB                                                      |
| Scherm             | Diagonaal 15,5 cm (6,1 inch)                                                  | 17 cm (6,7 inch)                                                              | 15,5 cm                                                                       | 17 cm                                                                         |
| Beeldresolutie     | 2532×1170 pixels                                                              | 2778×1284 px                                                                  | 2556×1179 px                                                                  | 2796×1290 px                                                                  |
| Besturingssysteem  | iOS 16 (voorgeïnstalleerd) en nieuwer                                         | iOS 16 (voorgeïnstalleerd) en nieuwer                                         | iOS 16 (voorgeïnstalleerd) en nieuwer                                         | iOS 16 (voorgeïnstalleerd) en nieuwer                                         |
| Verbindingen       | Met de computer via een Lightning-dockconnector, wifi 6, Bluetooth 5.3        | Met de computer via een Lightning-dockconnector, wifi 6, Bluetooth 5.3        | Met de computer via een Lightning-dockconnector, wifi 6, Bluetooth 5.3        | Met de computer via een Lightning-dockconnector, wifi 6, Bluetooth 5.3        |
| Netwerken          | 3G, 4G LTE, 5G                                                                | 3G, 4G LTE, 5G                                                                | 3G, 4G LTE, 5G                                                                | 3G, 4G LTE, 5G                                                                |
| Batterij           | Oplaadbare lithium-ion-polymeeraccu met ondersteuning voor draadloos opladen. | Oplaadbare lithium-ion-polymeeraccu met ondersteuning voor draadloos opladen. | Oplaadbare lithium-ion-polymeeraccu met ondersteuning voor draadloos opladen. | Oplaadbare lithium-ion-polymeeraccu met ondersteuning voor draadloos opladen. |
| Capaciteit         | 3279 mAh                                                                      | 4323 mAh                                                                      | 3200 mAh                                                                      | 4323 mAh                                                                      |
| Camera             | Achter: 2× 12 MP, voor: 12 MP                                                 | Achter: 2× 12 MP, voor: 12 MP                                                 | Achter: 3× 12 MP (met 48 MP-functie), voor: 12 MP                             | Achter: 3× 12 MP (met 48 MP-functie), voor: 12 MP                             |
| Kleur              | Product Red, sterrenlicht, middernacht, blauw, paars, geel                    | Product Red, sterrenlicht, middernacht, blauw, paars, geel                    | Spacezwart, zilver, goud en dieppaars                                         | Spacezwart, zilver, goud en dieppaars                                         |
| Grootte            | 146,7 × 71,5 × 7,8 mm                                                         | 160,8 × 78,1 × 7,8                                                            | 147,5 × 71,5 × 7,85                                                           | 160,7 × 77,6 × 7,85                                                           |
| Gewicht            | 172 gram                                                                      | 203 g                                                                         | 206 g                                                                         | 240 g                                                                         |
| Bestendigheidsnorm | IP68 (stof-, spat- en waterdicht)                                             | IP68 (stof-, spat- en waterdicht)                                             | IP68 (stof-, spat- en waterdicht)                                             | IP68 (stof-, spat- en waterdicht)                                             |